# Käfernberg
Käfernberg ist eine Ortschaft in Hückeswagen im Oberbergischen Kreis im Regierungsbezirk Köln in Nordrhein-Westfalen (Deutschland).

## Lage und Beschreibung
Käfernberg liegt im östlichen Hückeswagen am östlichen Ufer eines Seitenarms der Bevertalsperre. Nachbarorte sind das direkt angrenzende Wefelsen, Kleinberghausen, Großberghausen, Mickenhagen, Busche und über die Talsperre hinweg Höhe. Durch den Talsperrenbau abgegangen sind Fröhlenhausen, Rasselstein, Gillesbever und Rotterdam.
Der Ort liegt an der Kreisstraße K11, die hier aufgrund der Bevertalsperre endet.

## Geschichte
1532 wurde der Ort das erste Mal urkundlich erwähnt: „Ortmann und 4 weitere Einwohner up dem Keverenberg“ werden in einer Einwohnerliste genannt. Schreibweise der Erstnennung: Keverenberg. Die Karte Topographia Ducatus Montani aus dem Jahre 1715 zeigt einen Hof und bezeichnet diesen Hof mit Kebernberg.
Im 18. Jahrhundert gehörte der Ort zum bergischen Amt Bornefeld-Hückeswagen. 1815/16 lebten 32 Einwohner im Ort. 1832 gehörte Käfernberg der Berghauser Honschaft an, die ein Teil der Hückeswagener Außenbürgerschaft innerhalb der Bürgermeisterei Hückeswagen war. Der laut der Statistik und Topographie des Regierungsbezirks Düsseldorf als Weiler kategorisierte Ort besaß zu dieser Zeit drei Wohnhäuser und fünf landwirtschaftliche Gebäude. Zu dieser Zeit lebten 37 Einwohner im Ort, davon sechs katholischen und 31 evangelischen Glaubens.
Im Gemeindelexikon für die Provinz Rheinland werden für 1885 vier Wohnhäuser mit 20 Einwohnern angegeben. Der Ort gehörte zu dieser Zeit zur Landgemeinde Neuhückeswagen innerhalb des Kreises Lennep. 1895 besitzt der Ort vier Wohnhäuser mit 28 Einwohnern, 1905 vier Wohnhäuser und 29 Einwohner.

## Freizeit
Bei Käfernberg befinden sich am Ufer der Bevertalsperre mehrere Campingplätze sowie ein regional bekanntes Ausflugslokal.

### Wander- und Radwege
Folgende Wanderwege führen durch den Ort:
- die SGV-Hauptwanderstrecke X28 (Graf-Engelbert-Weg) von Hattingen nach Schladern/Sieg;
- der Ortswanderweg von der Wermelskirchener Knochenmühle zur Bevertalsperre endet hier.